# Pareulype griseata
Pareulype griseata là một loài bướm đêm trong họ Geometridae.